# 秀山白灰蝶
秀山白灰蝶（学名：Phengaris xiushani）也称秀山霾灰蝶，一种分布于中华人民共和国云南省山区的鳞翅目昆虫，隶属于灰蝶科白灰蝶属。本种是2010年由中德两国生物学家在云南山区进行科考活动时发现，种加词取自北京林业大学李秀山博士的名字，表彰其对中德蝴蝶研究项目和保护生物多样性的贡献。

## 形态特征
正模标本成年雄蝶，前翅长21毫米，触角长9.5毫米。前翅背面底色为白色，前缘呈黑色，从臀角至翅端逐渐变宽，与三个颜色较深的黑斑重叠，腹面具有黑色斑点。后翅背面白色，腹面多黑色斑点。